# Reine mère
Pour le long-métrage réalisé par Manele Labidi, voir Reine mère (film).

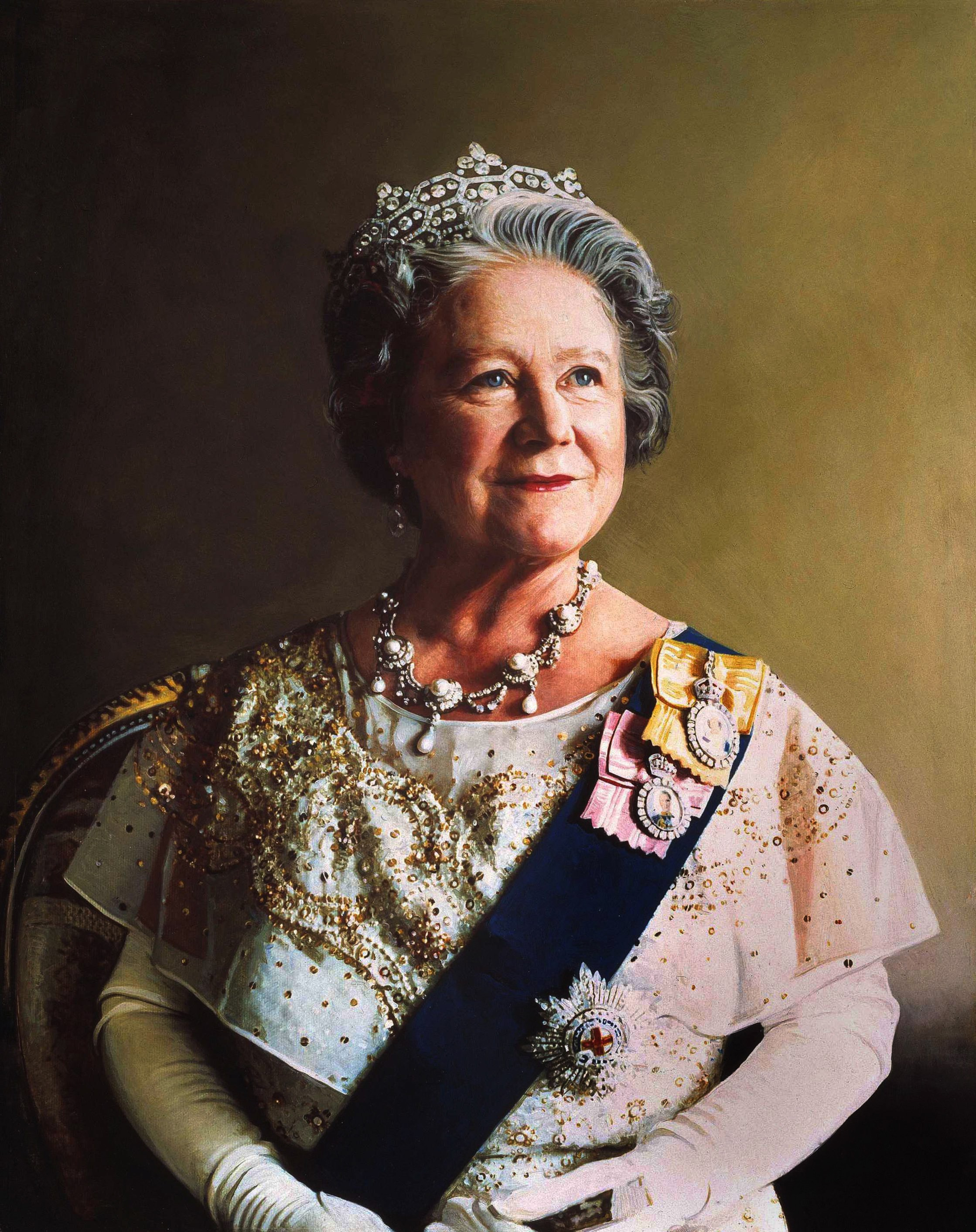
Elizabeth Bowes-Lyon, connue comme la « reine mère ».

Une reine mère est une reine douairière qui est la mère du monarque régnant.
Le terme est utilisé en Angleterre depuis au moins les années 1560 (en), mais également dans le cas de la monarchie française pour les reines et régentes Catherine de Médicis, Marie de Médicis et Anne d'Autriche.
Cette appellation est ainsi surtout utilisée en français pour les monarchies héréditaires d'Europe, même si elle est également employée pour décrire un certain nombre de concepts monarchiques similaires mais distincts dans les cultures non européennes, en particulier les reines mères en Afrique, et aussi en Asie, où Sirikit Kitiyakara, mère de l'actuel roi de Thaïlande, est connue comme reine mère.
De nos jours, l'appellation « reine mère » fait souvent référence à Elizabeth Bowes-Lyon (1900-2002), reine consort du Royaume-Uni et des dominions de 1936 à 1952 et « reine mère » (Queen Mother en anglais) de 1952 à sa mort. Elle est la mère d'Élisabeth II et jouit du statut de reine mère pendant cinquante ans.
À l'inverse, en Espagne, la reine Sophie est désignée comme « reine émérite » depuis l'abdication de son mari, le roi Juan Carlos Ier, et l'accession au trône de son fils, le roi Felipe VI.